# Liste du patrimoine immobilier classé d'Ottignies-Louvain-la-Neuve
Cette page regroupe l'ensemble du patrimoine immobilier classé de la ville belge d'Ottignies-Louvain-la-Neuve.
| Objet                                                                                       | Année de construction / Architecte | Adresse | Section communale | Coordonnées                      | Numéro d’inventaire | Illustration                                                             |
| ------------------------------------------------------------------------------------------- | ---------------------------------- | --- | ----------------- | -------------------------------- | ------------------- | ------------------------------------------------------------------------ |
| Ensemble formé par l'Église Saint-Rémi d'Ottignies, le presbytère et le château d'Ottignies |                                    | Avenue des Combattants, 42 (Église) Avenue des Combattants, 40 (Ancien presbytère) et Avenue des Villas (Château) | Ottignies         | 50° 39′ 58″ nord, 4° 33′ 57″ est | 25121-CLT-0001-01   |                                                                          |
| Tour du Château-ferme de Moriensart                                                         |                                    | Rue de Moriensart, 9                                                                                              | Céroux-Mousty     | 50° 39′ 57″ nord, 4° 30′ 24″ est | 25121-CLT-0004-01   |                                                                          |
| Église Notre-Dame de Mousty                                                                 |                                    | Place de l'Église, 6                                                                                              | Céroux-Mousty     | 50° 39′ 40″ nord, 4° 33′ 54″ est | 25121-CLT-0007-01   |                                                                          |
| La demeure de feu le Baron de Lambermont et les terrains qui l'entourent                    |                                    | Avenue Lambermont, 65                                                                                             | Limelette         | 50° 41′ 20″ nord, 4° 32′ 40″ est | 25121-CLT-0010-01   | La demeure de feu le Baron de Lambermont et les terrains qui l'entourent |
| Domaine de Saint-Jean des Bois                                                              |                                    | Rue Charles Dubois, 87                                                                                            | Limelette         | 50° 40′ 53″ nord, 4° 34′ 50″ est | 25121-CLT-0011-01   | Image manquanteTéléverser                                                |
| Extension de classement : domaine de Saint-Jean des Bois                                    |                                    | Rue Charles Dubois, 87                                                                                            | Limelette         | 50° 40′ 44″ nord, 4° 35′ 03″ est | 25121-CLT-0012-01   | Image manquanteTéléverser                                                |
| Ferme du Douaire                                                                            |                                    | Rue des Combattants, 2 (M) et terrains environnants (S)                                                           | Ottignies         | 50° 39′ 47″ nord, 4° 33′ 56″ est | 25121-CLT-0014-01   |                                                                          |
| Ferme du Biéreau                                                                            |                                    | Scavée du Biéreau, 3                                                                                              | Louvain-la-Neuve  | 50° 39′ 57″ nord, 4° 37′ 03″ est | 25121-CLT-0015-01   |                                                                          |
| Bois de Lauzelle                                                                            |                                    | Chemin de Lauzelle, 11                                                                                            | Louvain-la-Neuve  | 50° 40′ 53″ nord, 4° 36′ 51″ est | 25121-CLT-0016-01   |                                                                          |